# Antonio de Pío Araujo
Antonio de Padua Araujo o Antonio P. Araujo (1883-1944) fue un periodista anarquista afiliado al Partido Liberal Mexicano (PLM), secretario de la Junta Organizadora y editor del periódico Regeneración. 

## Biografía
Llegó al mineral de Cananea, Sonora, a principios de 1905 junto con Enrique Bermúdez y José Araujo como delegados del PLM para agitar a los obreros. Allí participó en la formación de un seminario llamado El Centenario. Fueron detectados por guardias de William C. Greene, dueño de la minera, y tuvieron que alejarse de la región. Pero ya habían establecido contacto con Esteban Baca Calderón, Manuel M. Dieguez y Lázaro Gutiérrez de Lara, con quienes conformaron la organización secreta «Club Liberal de Cananea», ligada al PLM para preparar la revolución contra Porfirio Díaz, y que en 1906 estallaría de manera prematura en la Huelga de Cananea.  
Entre los meses de mayo y septiembre de 1908 fundó y editó el periódico Reforma, Libertad y Justicia, cuyo título era el lema del Programa del Partido Liberal Mexicano. El periódico se publicaba en Austin, Texas y McAlester, Oklahoma. Entre sus colaboradores se encontraba Ricardo Flores Magón, que en esa época permanecía preso en Arizona. Entonces Antonio P. Araujo y Aarón López Manzano fungían como delegados de propaganda y organización de grupos revolucionarios en San Antonio, Río Wago y otras poblaciones de Texas. Junto con Encarnación Díaz Guerra y Nestor López planearon el ataque a los Estados de Coahuila y Tamaulipas en el marco de la insurrección planea por el Partido Liberal Mexicano para derrocar el régimen dictatorial de Porfirio Díaz y propagar una revolución social en México.
El 14 de septiembre de 1908 fue detenido en Waco, Texas, por el gobierno estadounidense sin razón alguna. Fue acusado de violar las leyes de neutralidad y condenado a 3 años de prisión en la prisión de Leavenworth, Kansas, por su participación como organizador del ataque a la Congregación de Las Vacas (hoy Acuña, Coahuila).
Fue puesto en libertad el 9 de febrero de 1911 y se incorporó a la actividad revolucionaria como enlace entre la Junta Organizadora del PLM en Los Ángeles, y la Rebelión de Baja California, que para entonces ya controlaba Mexicali. Formó una junta de gobierno con Teodoro M. Gaytán, Pedro Ramírez y Fernando Palomares, quienes se dieron a la tarea de reclutar más hombres para lanzar un ataque sobre Ensenada. Sin embargo fue detenido nuevamente en Calexico, California, el 29 de abril por militares estadounidenses. El 5 de mayo siguiente, Araujo fue liberado. La rebelión en Baja California fue derrotada en junio de 1911 y los principales de la Junta en Los Ángeles, detenidos y condenados en la prisión de McNeil Island, en el Estado de Washington.
Presos los integrantes de la Junta Organizadora, Blas Lara y Antonio P. Araujo se encargan de la publicación de Regeneración, que aparece de forma irregular entre junio de 1912 y enero de 1914.
Ricardo Flores Magón escribió en 1915 que Araujo recibió una invitación de Emiliano Zapata, cuando se entrevistaron en 1913, para que la Junta Organizadora se trasladara al Estado de Morelos, donde serían provistos de imprenta y papel para continuar la publicación de Regeneración.